# 古斯塔沃·罗达斯
古斯塔沃·罗达斯（Gustavo Rodas，1986年1月16日—），是一名阿根廷职业足球运动员，司职中场。

## 俱乐部生涯
罗达斯于2002年在阿根廷足球甲级联赛球队纽韦尔老男孩开始职业足球生涯。他在纽韦尔老男孩4比1击败塔勒雷斯的比赛中完成职业生涯的处子秀，并在比赛中射入球队的第四个进球，这也使得他成为阿根廷顶级联赛最年轻的进球者。之后他又先后在数家阿根廷、哥伦比亚、秘鲁和厄瓜多尔足球俱乐部效力。
2012年1月，罗达斯从厄瓜多尔基多体育转会加盟中国足球超级联赛球队贵州人和。 他成为贵州人和的中场核心，并在3月10日贵州人和2比1击败山东鲁能的比赛中上演在球队的处子秀。5月7日，贵州人和证实，罗达斯因家庭原因，无法为他的孩子找到西班牙语学校而正式和俱乐部解约，并于当天返回阿根廷。
2012年7月，罗达斯回到秘鲁联赛球队瓦努科。

## 国家队生涯
罗达斯曾入选阿根廷U-17国家足球队参加2003年南美洲U17足球锦标赛，并获得冠军。

## 荣誉
- 纽韦尔老男孩
  - 阿根廷足球甲级联赛: 2004春季

- 基多体育
  - 厄瓜多尔足球甲级联赛: 2011

- 阿根廷U-17
  - 南美洲U17足球锦标赛: 2003